# Stefanie Heinzmann

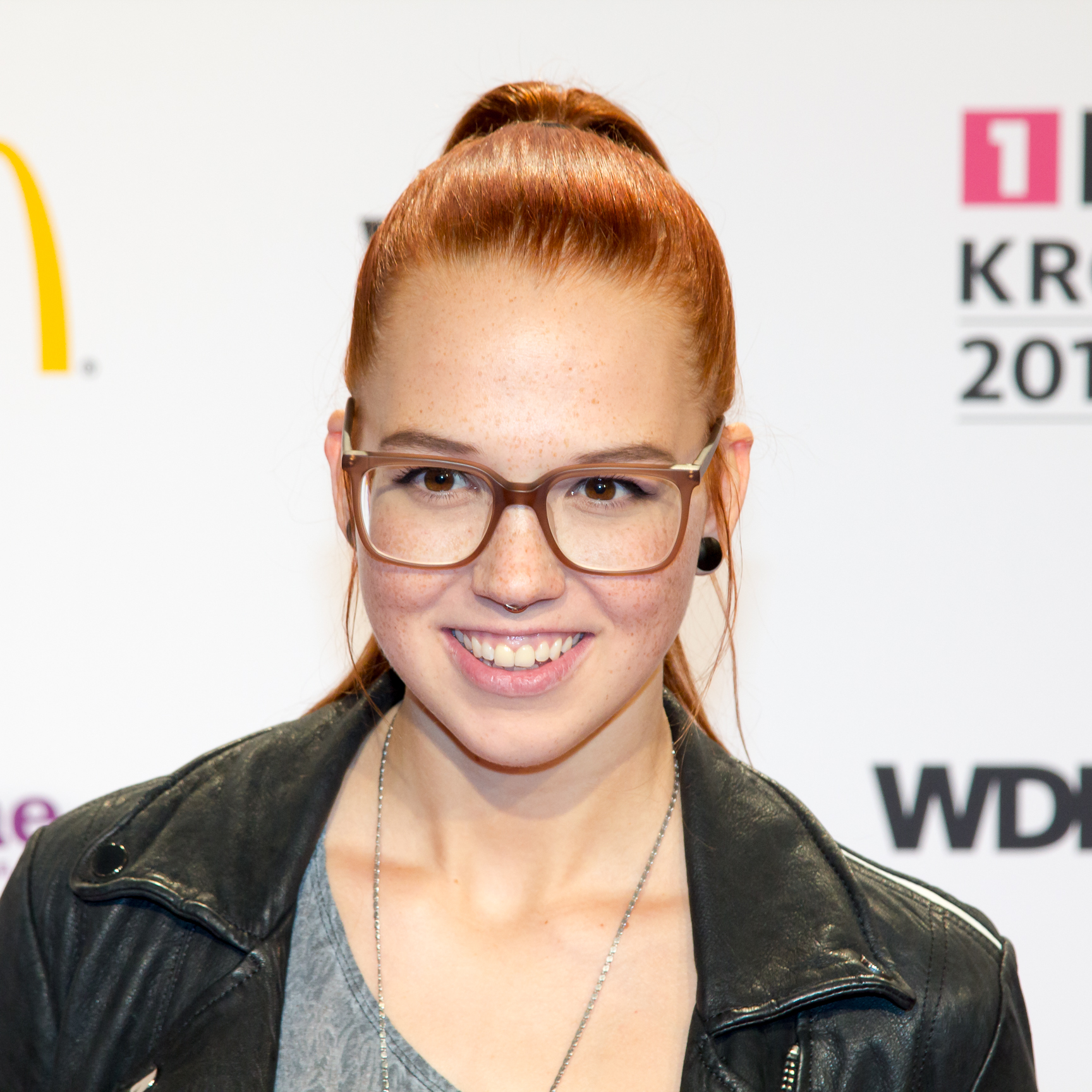
Stefanie Heinzmann (2015)

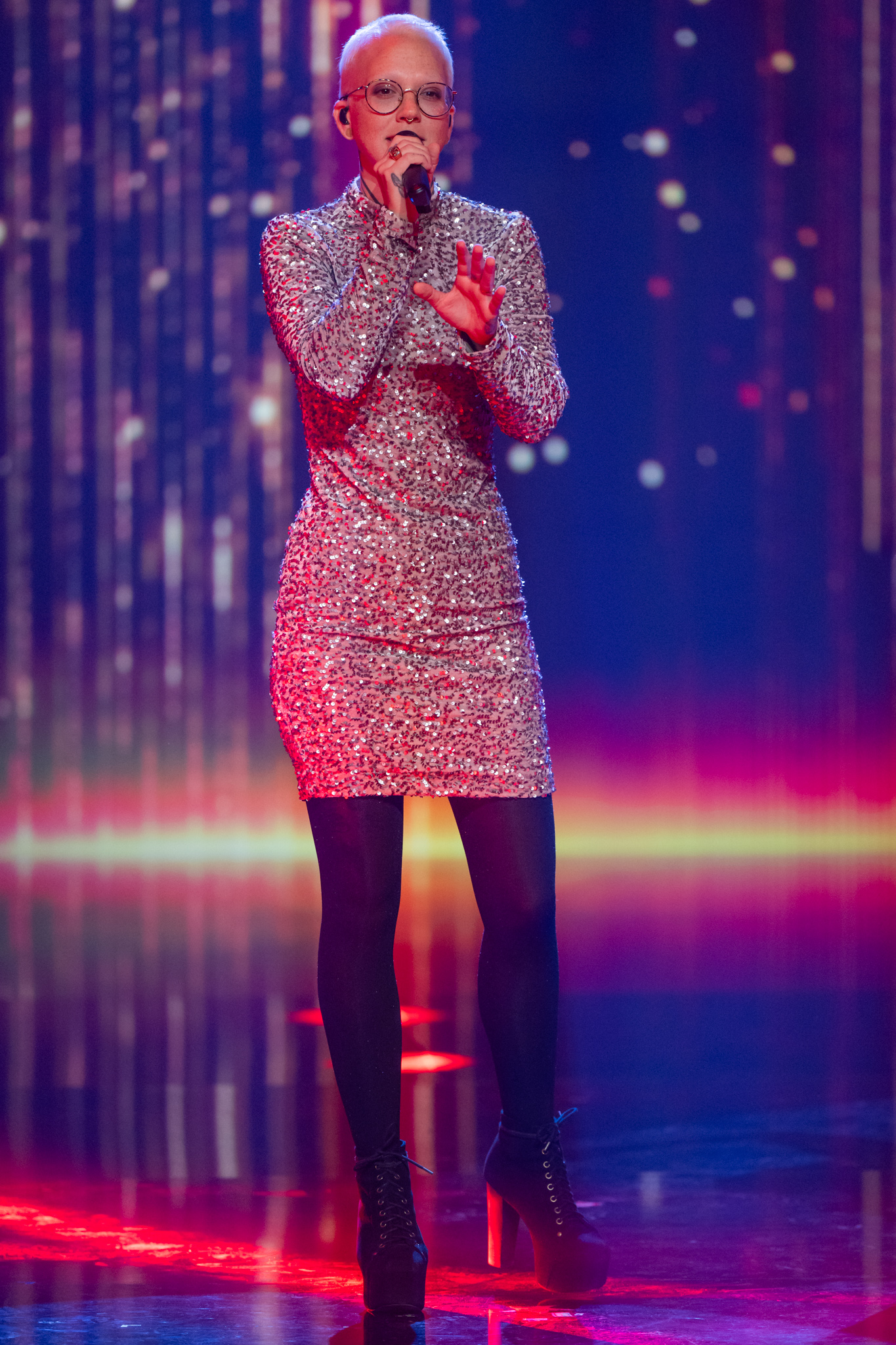
Stefanie Heinzmann (2023)

Stefanie Fabienne Heinzmann (* 10. März 1989 in Visp-Eyholz) ist eine Schweizer Pop- und Soulsängerin. Sie wurde mit dem Titel My Man Is a Mean Man als Siegerin des Castingwettbewerbs SSDSDSSWEMUGABRTLAD bekannt, der von Oktober 2007 bis Januar 2008 im Rahmen von Stefan Raabs Fernsehshow TV total ausgestrahlt wurde. Heinzmann erhielt Auszeichnungen wie den Echo, den Comet, die 1 Live Krone und die Swiss Music Awards und trat mit internationalen Musikern wie Tower of Power, Joss Stone und Lionel Richie auf.

## Leben und Werdegang
Stefanie Fabienne Heinzmann wurde 1989 in Visp-Eyholz geboren. Sie absolvierte eine Ausbildung an der Handelsschule für Sportler und Künstler am Kollegium Brig und war ab 2005 Sängerin der Mundart-Rockband BigFisch. Deren erste Single Chumm ins Wallis avancierte in ihrem Heimatkanton zu einem populären Titel. Vom lokalen Radiosender Radio Rottu Oberwallis (RRO) wurde er zum „grössten Walliser Hit“ des Jahres gewählt.
Nach einem Bandscheibenvorfall nahm sie starke Medikamente ein und verlor ihren Appetit. Vor ihrem 18. Geburtstag wies sie sich für drei Monate in die Jugendpsychiatrie ein, um wieder gesund zu werden. Nach einer Rückenoperation benötigte sie keine Medikamente mehr.

### 2007–2008: Castingshow und erster Plattenvertrag
| Show     | Datum             | Lied                           | Originalinterpret  |
| -------- | ----------------- | ------------------------------ | ------------------ |
| Vorrunde | 8. November 2007  | Super Duper Love               | Joss Stone         |
| Show 1   | 15. November 2007 | It’s Love                      | Jill Scott         |
| Show 2   | 22. November 2007 | Black Horse & the Cherry Tree  | KT Tunstall        |
| Show 3   | 29. November 2007 | Put Your Hands on Me           | Joss Stone         |
| Show 4   | 5. Dezember 2007  | When I See You                 | Macy Gray          |
| Show 4   | 5. Dezember 2007  | Sunrise                        | Norah Jones        |
| Finale   | 10. Januar 2008   | Only So Much Oil in the Ground | Tower of Power     |
| Finale   | 10. Januar 2008   | My Man Is a Mean Man           | Stefanie Heinzmann |

Im Sommer 2007 bewarb sich Heinzmann als Sängerin für den von Stefan Raab im Rahmen seiner Fernsehshow TV total konzipierten Castingwettbewerb SSDSDSSWEMUGABRTLAD und wurde von den Organisatoren in die 20 Teilnehmer der Entscheidungsshows ausgewählt. Mit Interpretationen von überwiegend Soul- und Funkklassikern zog sie in das Finale der besten vier ein. Dort setzte sie sich am 10. Januar 2008 in der telefonischen Abstimmung der Zuschauer als erste Schweizerin in einer deutschen Castingshow gegen ihre Mitbewerber durch und gewann einen Plattenvertrag bei Universal Music. Im Mai 2008 gründeten Heinzmann und ihr Bruder, der ihr Manager ist, die Heinzmann-Productions GmbH.

### 2008–2009:Masterplan
Im Finale der Show sang Heinzmann erstmals ihren Titel My Man Is a Mean Man, der von den schwedischen Produzenten Gustav Jonsson, Tommy Tysper und Marcus Sepehrmanesh geschrieben wurde. Bereits am 11. Januar 2008, dem Tag nach dem Finale, erschien dieser Song zusammen mit den Songs der anderen drei Finalteilnehmer auf einer EP. Heinzmanns erstes eigenes Album Masterplan wurde in den Berliner Numarek-Studios von Marek Pompetzki und Paul NZA produziert und am 7. März 2008 veröffentlicht. Das Lied Xtal schrieb ihr älterer Bruder Claudio, der sie zur Teilnahme am Casting motiviert hatte und der seitdem auch ihr Manager ist. Das Album wurde ebenso wie die Single My Man Is a Mean Man mit Gold in Deutschland und Doppel-Platin in der Schweiz ausgezeichnet.
Im Februar 2008 sang Heinzmann zusammen mit der Gruppe Tower of Power im Volkshaus Zürich deren Lied Only So Much Oil in the Ground, mit dem sie bereits im Finale der Castingshow erfolgreich war. Im März fuhr sie bei der Wok-WM in Altenberg im Vierer-Wok mit, der im zweiten Lauf stürzte. Ausserdem präsentierte sie ihren Song Like a Bullet, der im April als zweite Single erschien. Im selben Monat trat sie bei RTL in Die ultimative Chartshow auf und belegte in der Rangliste der „erfolgreichsten Castingstars“ Platz 13. Zwei Tage später wurde sie in Interlaken mit dem Prix Walo als beste Newcomerin ausgezeichnet. In der Kategorie Publikumsliebling war sie ebenfalls nominiert. Im Mai 2008 lobte der amerikanische Blogger Perez Hilton Heinzmann als „Schweizer Joss Stone“ und sorgte dafür, dass sich auch US-amerikanische Labels für Heinzmann interessierten.
Von Mai bis September 2008 absolvierte Heinzmann eine Festival-Tour, bei der sie auf diversen Open-Air-Veranstaltungen in Deutschland und der Schweiz auftrat. Dabei stand sie auch beim grössten Musikfest des Wallis, dem Open Air Gampel, auf der Bühne. Im Herbst 2008 unternahm sie eine Club-Tour durch Deutschland. Bei den Konzerten sang sie neben den Titeln ihres Debütalbums diverse Coversongs, unter anderem von Joss Stone, Norah Jones und KT Tunstall. Einige der Konzerte mussten wegen einer Stimmbandentzündung der Sängerin abgesagt oder verlegt werden. Im Dezember gab sie acht Konzerte in ihrer Schweizer Heimat. Zu ihrer Band gehörten mehrere Mitglieder von BigFisch.
Im Oktober 2008 veröffentlichte Heinzmann die Single The Unforgiven. Die Coverversion des gleichnamigen Liedes der Band Metallica entstand durch das Projekt German Tribute to Metallica und ermöglichte der Sängerin ein Treffen mit dem Schlagzeuger der Band, Lars Ulrich. Der Song schaffte es in Polen auf Platz zehn und in der Türkei auf Position 18 der Charts. Im November erschien mit der Ltd.Deluxe Edt. eine Neuausgabe des Albums Masterplan mit fünf Bonustiteln und einer Bonus-DVD. Heinzmanns Debütalbum hielt sich 54 Wochen in den deutschen Charts.
Bei der Echoverleihung im Februar 2009 präsentierte Heinzmann den Motown-Klassiker Ain’t No Mountain High Enough in einem Duett mit Lionel Richie und gewann den Preis für die beste Künstlerin in der Kategorie Rock/Pop (national). Zwei Tage zuvor war die Schweizerin in ihrem Heimatland mit zwei Swiss Music Awards ausgezeichnet worden. Im März fuhr sie bei der Wok-WM in Winterberg im Mister*Lady-Vierer-Wok mit und belegte zusammen mit Liza Li, Ross Antony und Patrick Nuo den fünften Platz. Im Mai erhielt sie einen Comet für den besten Liveact und trat bei der Verleihung mit ihrem Coversong The Unforgiven auf. Von April bis September war sie auf Festival-Tour in der Schweiz. Im Juli veröffentlichte Stefanie Heinzmann ihr Debütalbum Masterplan über die Plattenfirma Magic Records auch in Polen. Dort trat sie beim Sopot Festival mit ihrem Song The Unforgiven auf. Im August 2009 erhielt sie die Platinauszeichnung für ihr Debütalbum Masterplan.

### 2009–2011:Roots to Grow

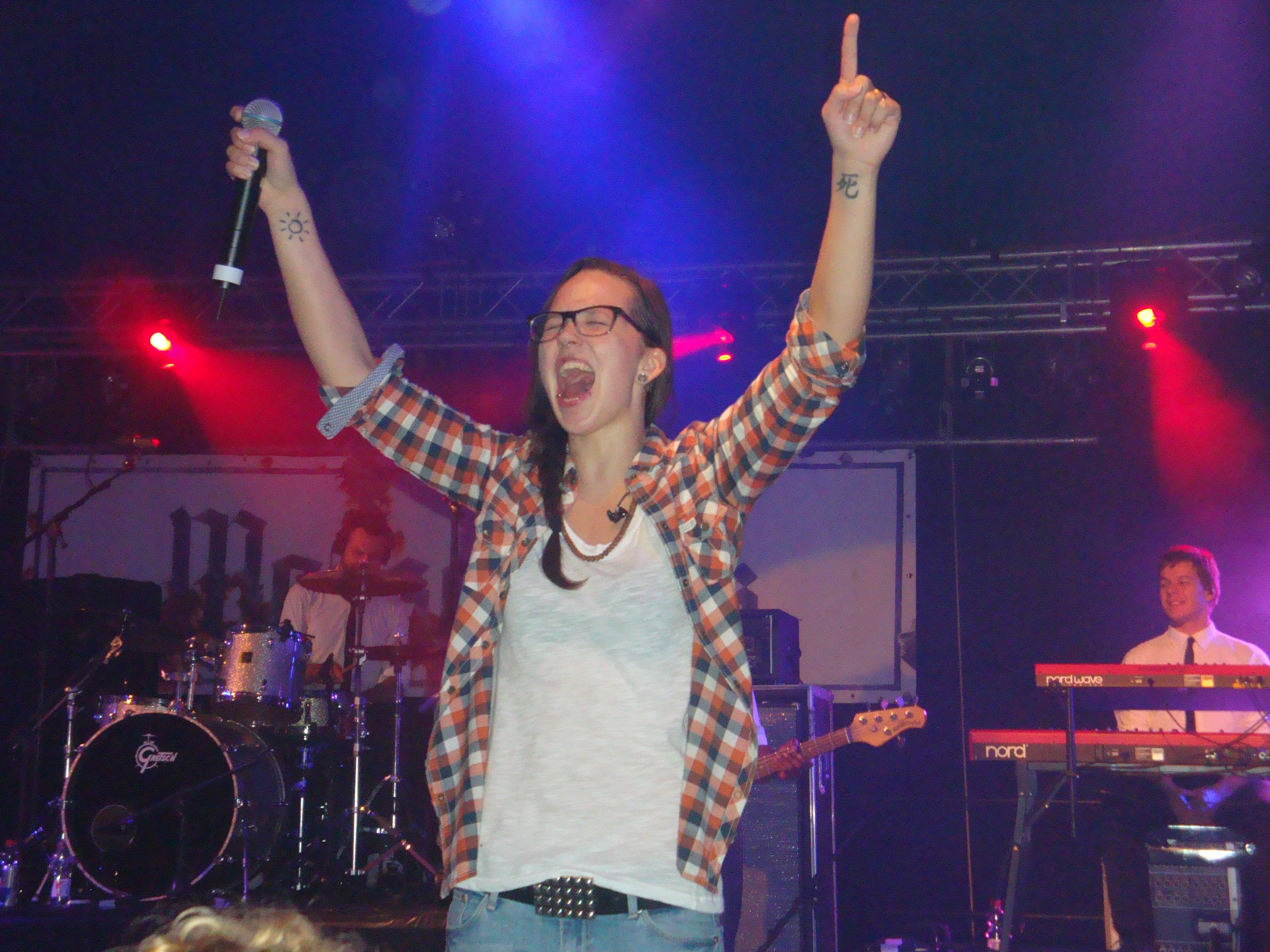
Stefanie Heinzmann, 2010

Heinzmanns zweites Studioalbum Roots to Grow wurde ebenfalls von Marek Pompetzki und Paul NZA in den Berliner Numarek-Studios produziert und im September 2009 veröffentlicht. Es folgten die Singleauskopplungen No One (Can Ever Change My Mind) und die Doppel-A-Seiten-Single Unbreakable/Stop. Im Oktober belegte Heinzmann mit The Unforgiven Platz eins der Radio 1 Pop Charts in Griechenland und Platz zwei der Radio Airplay-Charts.
Im November traf Heinzmann ihr Vorbild Joss Stone für eine Aufzeichnung eines Duetts mit dem Song Unbreakable bei TV total. Ausschnitte des Auftritts strahlte Stefan Raab einen Tag später in seiner Sendung aus. Eine für Dezember 2009 und Januar 2010 geplante Tournee in der Schweiz, Österreich und Deutschland musste Heinzmann wegen einer Operation an den Stimmlippen, bei der Ödeme entfernt werden mussten, kurzfristig absagen. Die Auftritte wurden ab dem 20. April 2010 nachgeholt. Mit ihrem Album Roots to Grow wurde sie zum zweiten Mal in Folge für die Swiss Music Awards nominiert. Im Januar 2011 gab Heinzmann gemeinsam mit der Gruppe Tower of Power ihr erstes Konzert in den Vereinigten Staaten.

### 2012–2014:Stefanie Heinzmann

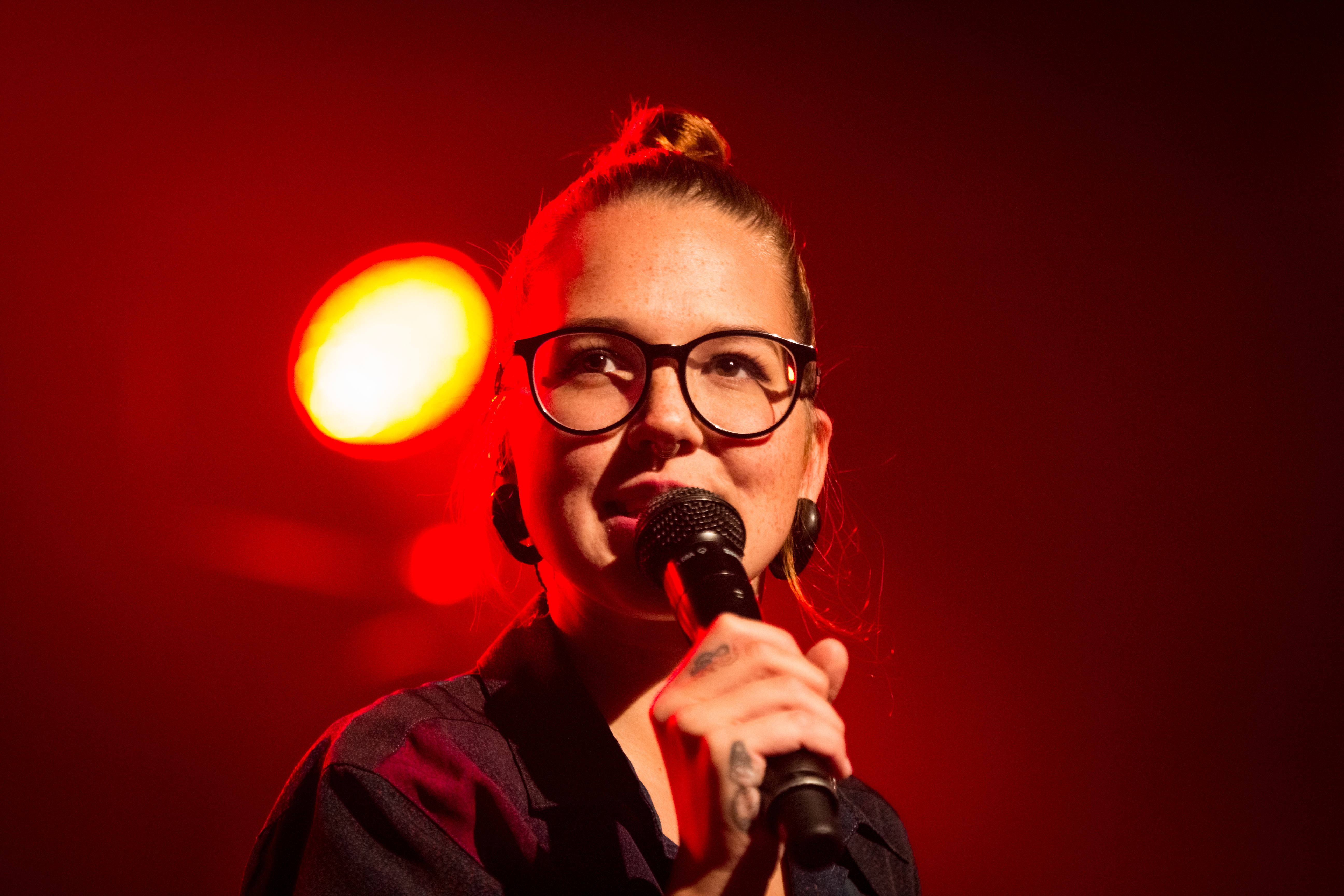
Stefanie Heinzmann, 2016

Das dritte Studioalbum mit dem Titel Stefanie Heinzmann erschien im März 2012. Die im Februar veröffentlichte Vorabsingle Diggin’ in the Dirt erreichte Platz sechs der Schweizer Hitparade. Neben Eigenkompositionen befinden sich auf dem Album Stücke von Eric Bazilian, Julie Frost und John Gordon, Jamie Cullum und Kim Sanders sowie eine Coverversion des Isley-Brothers-Hits This Old Heart of Mine. Als zweite Single aus dem Album wurde Show Me the Way ausgekoppelt.
Die europäische Version des Tanzspiels Just Dance 4 von Ubisoft, das im Oktober 2012 erschienen ist, enthält auch einen Track mit Heinzmanns Song Diggin’ in the Dirt.
Auch tritt sie im Werbespot zu Just Dance 4 auf. Sie ist seit Januar 2013 Jurymitglied und Coach in der Gesangs-Castingshow The Voice of Switzerland. Die Musik-CD I Love Disney, die November 2014 erschienen ist, enthält das von Heinzmann gesungene Lied Can You Feel the Love Tonight aus dem Disney-Zeichentrickfilm Der König der Löwen.

### 2015–2017:Chance of Rainund Popstars-Jury
Im März 2015 erschien ihr viertes Studioalbum. Die Songs für Chance of Rain entstanden unter anderem in Nashville. Zuvor wurden die Singles Stranger in this World und In the End veröffentlicht. Einen Tag vor der Albumveröffentlichung trat Heinzmann bei der Echoverleihung 2015 auf und präsentierte gemeinsam mit The Common Linnets In the End. Von August bis Oktober 2015 war Heinzmann Jury-Mitglied bei der elften Staffel der TV-Castingshow Popstars auf RTL 2. Im Animationsfilm Pets, der im Juli 2016 in die deutschen Kinos kam, spricht sie die Rolle Katie, das Frauchen der beiden Hunde Max und Duke.

### Seit 2018:All We Need Is LoveundLabyrinth
Im März 2019 wurde ihr fünftes Album All We Need Is Love veröffentlicht. Das Album wurde in Hamburg, London und Schweden aufgenommen. Mit Build a House enthält es einen von Frans Zimmer produzierten Song, der bereits 2018 als Single veröffentlicht worden war. Das Musikvideo zur Single Shadows wurde in der Sächsischen Schweiz gedreht.
Im März 2020 nahm Heinzmann an der zweiten Staffel der ProSieben-Sendung The Masked Singer im Kostüm eines Dalmatiners teil. Sie schied in der ersten Folge aus. In der Schweiz nahm sie 2020 an der ersten Staffel der Show Sing meinen Song – Das Schweizer Tauschkonzert teil. Im Mai 2020 nahm sie am von Stefan Raab initiierten FreeESC teil, bei dem sie den Song All We Need is Love sang. Im Dezember 2020 wurde eine Akustikversion des Albums veröffentlicht. Im darauf folgenden Jahr war sie Teilnehmerin der achten Staffel bei Sing meinen Song – Das Tauschkonzert.
Im Mai 2021 erschien das sechste Album Labyrinth. Die Singles Would You Still Love Me, Believe und Best Live waren im April 2021 vorab veröffentlicht worden. Das Album enthält auch die bereits im Oktober 2020 erschienene Single Colors.
Im April 2024 nahm sie im Rahmen der 10. Staffel erneut an der ProSieben-Sendung The Masked Singer in der Rolle des maskierten Mysteriums, unter dem sich in jeder Ausgabe ein anderer professioneller Sänger befindet, teil.

### Soziales Engagement
Heinzmann ist Botschafterin der Deutschen Kinderhospizstiftung und offizielle Botschafterin der UNICEF Schweiz und Liechtenstein.

## Diskografie
Studioalben

| Jahr | Titel Musiklabel                                | Höchstplatzierung, Gesamtwochen, AuszeichnungChartplatzierungen (Jahr, Titel, Musiklabel, Platzierungen, Wochen, Auszeichnungen, Anmerkungen) | Höchstplatzierung, Gesamtwochen, AuszeichnungChartplatzierungen (Jahr, Titel, Musiklabel, Platzierungen, Wochen, Auszeichnungen, Anmerkungen) | Höchstplatzierung, Gesamtwochen, AuszeichnungChartplatzierungen (Jahr, Titel, Musiklabel, Platzierungen, Wochen, Auszeichnungen, Anmerkungen) | Anmerkungen                                            |
| Jahr | Titel Musiklabel                                | DE | AT | CH | Anmerkungen                                            |
| ---- | ----------------------------------------------- | --- | --- | --- | ------------------------------------------------------ |
| 2008 | Masterplan Polydor (UMG)                        | DE3 Platin · (54 Wo.)DE | AT5 (15 Wo.)AT | CH1 Platin · (46 Wo.)CH | Erstveröffentlichung: 7. März 2008 Verkäufe: + 230.000 |
| 2009 | Roots to Grow Polydor (UMG)                     | DE13 (15 Wo.)DE | AT40 (3 Wo.)AT | CH4 (21 Wo.)CH | Erstveröffentlichung: 11. September 2009               |
| 2012 | Stefanie Heinzmann Polydor (UMG)                | DE8 (13 Wo.)DE | AT24 (2 Wo.)AT | CH3 (26 Wo.)CH | Erstveröffentlichung: 16. März 2012                    |
| 2015 | Chance of Rain Polydor (UMG)                    | DE20 (12 Wo.)DE | AT55 (1 Wo.)AT | CH4 (39 Wo.)CH | Erstveröffentlichung: 27. März 2015                    |
| 2019 | All We Need Is Love BMG Rights Management (WMG) | DE18 (5 Wo.)DE | — | CH1 (19 Wo.)CH | Erstveröffentlichung: 22. März 2019                    |
| 2021 | Labyrinth BMG Rights Management (WMG)           | DE19 (3 Wo.)DE | — | CH4 (12 Wo.)CH | Erstveröffentlichung: 14. Mai 2021                     |

## Auszeichnungen

### Erhaltene Auszeichnungen
- 2008: Prix Walo – Kategorie: „Bester Newcomer“[16]
- 2008: Goldener Musikagent – Kategorie: „Sympathieträger“[44]
- 2008: Radio Galaxy Award[45]
- 2008: 1 Live Krone – Kategorie: „Bester Newcomer“[46]
- 2009: Swiss Music Awards – Kategorien: „Best Newcomer National“ und „Best Song National“[47]
- 2009: Echo – Kategorie: „Beste Künstlerin National Rock/Pop“[48]
- 2009: Radio Regenbogen Award – Kategorie: „Radio Regenbogen Hörerpreis 2008“[49]
- 2009: Comet – Kategorie: „Bester Live Act“[50]
- 2009: Audi Generation Award – Kategorie: „Musik“[51]
- 2009: Kuratorium Gutes Sehen e. V. – „Brillenträgerin des Jahres“[52]
- 2010: Kids Choice Award Schweiz – Kategorie: „Lieblings-Musikstar“[53]
- 2015: MTV EMA Kategorie: Best Swiss Act
- 2016: Swiss Music Awards: Best Female Solo Act
- 2016: Radio Regenbogen Award 2016 – Kategorie: „Song des Jahres 2015“[54]
- 2020: Swiss Music Awards: Best Female Act

### Nominierungen
- 2008: Comet – Kategorie: „Bester Newcomer“[55]
- 2008: Nickelodeon Kids’ Choice Awards – Kategorie: „Lieblingssänger/-in“[56]
- 2008: Jetix Award – Kategorie: „Newcomer of the Year“[57]
- 2009: Live Entertainment Awards – Kategorie: „event. Publikumspreis“[58]
- 2009: Echo – Kategorie: „Erfolgreichster Newcomer National“[59]
- 2009: Comet – Kategorie: „Beste Künstlerin“
- 2009: Goldene Henne – Kategorie: „Musik“
- 2009: 1 Live Krone – Kategorie: „Beste(r) Künstler(in)“
- 2010: SwissAward – Kategorie: „Show“[60]
- 2010: Swiss Music Awards – Kategorie: „Best Album Pop/Rock National“[61]
- 2015: 1 Live Krone – Kategorie: „Beste Künstlerin“
- 2018: 1 Live Krone – Kategorie: „Beste Künstlerin“
- 2019: 1 Live Krone – Kategorie: „Beste Künstlerin“